# Чжун (фамилия)
Чжун — две китайские фамилии (кланы): 鐘 и 仲.

## Известные Чжун
- Чжун Сю'э (род. 1974) — китайская спортсменка, борец вольного стиля.
- Чжун Лицюань (кит. 鐘離權 / 鐘离權, Zhōng LíQuán) — один из старейших Восьми Бессмертных даосского пантеона. Считается главным в группе. Его называют также Ханьский Чжунли (кит. 漢鐘離), так как он родился во время династии Хань. Обладает волшебным опахалом, который может поднимать мёртвых.
- Чжун Шитун (кит. 鐘師統; 1913—2001) — первый председатель Олимпийского комитета Китая.